# Aphonopelma johnnycashi
Aphonopelma johnnycashi är en fågelspindel som hittades 2015 nära fängelset Folsom Prison i Kalifornien i USA. Den beskrevs i början av 2016 av Hamilton et al. som art och uppkalldes efter sångaren Johnny Cash. Namnet valdes på grund av hanarnas helsvarta färg som påminner om Cashs smeknamn "The Man in Black". Dessutom heter en av Cashs kända låtar "Folsom Prison Blues".
Arten beskrevs i samband med en revision över USA:s fågelspindlar av släktet Aphonopelma. Genom jämförelse av individernas storlek och undersökning av deras genetiska egenskaper upptäcktes att släktet innehåller 14 hittills okända arter. En av de nya arterna är Aphonopelma johnnycashi. Arterna av släktet är tämligen ofarliga för människor, och de biter bara i nödsituationer.